# Periophthalmodon freycineti
Periophthalmodon freycineti es una especie de peces de la familia de los Gobiidae en el orden de los Perciformes.

## Hábitat
Es un pez de clima tropical y demersal.

## Distribución geográfica
Se encuentra en el Pacífico occidental: las Filipinas, al este de Indonesia, el norte de Queensland (Australia) y Papúa Nueva Guinea. 

## Observaciones
Es inofensivo para los humanos. 